# Red Gone Wild
Albums de Redman
Malpractice
(2001) Reggie
(2010)
Singles
1. Put It Down
Sortie : 2007

Red Gone Wild est le sixième album studio de Redman, sorti le 27 mars 2007.
L'album s'est classé 4e au Top R&B/Hip-Hop Albums et 13e au Billboard 200.

## Liste des titres
| No  | Titre | Contient un (des) sample(s) de                                                                                             | Durée |
| --- | --- | --- | ----- |
| 1.  | Fire (featuring E3 et Wendisue Hall – Produit par E3)                                                                 | | 2:13  |
| 2.  | Bak Inda Buildin' (Produit par Adam Deitch et Chris Pinset)                                                           | | 2:26  |
| 3.  | Put It Down (Produit par Timbaland)                                                                                   | | 3:22  |
| 4.  | Gimmie One (Produit par Pete Rock)                                                                                    | The Break in (Police Shoot Big) de Marvin Gaye                                                                             | 3:29  |
| 5.  | Fuck Ur Opinion (skit) (Produit par Da Mascot)                                                                        | | 0:21  |
| 6.  | Sumtn 4 Urrbody (featuring Blam, Runt Dawg, Ready Roc, Icadon et Saukrates – Produit par Adam Deitch et Chris Pinset) | | 3:55  |
| 7.  | How U Like Dat? (featuring Gov Mattic – Produit par Rockwilder)                                                       | | 2:15  |
| 8.  | Freestyle Freestyle (Produit par Scott Storch)                                                                        | | 4:10  |
| 9.  | Walk in Gutta (featuring Def Squad et Biz Markie – Produit par Erick Sermon)                                          | Heart of Glass de Blondie                                                                                                  | 4:08  |
| 10. | Wutchoogonnado (featuring Melanie Rutherford – Produit par Da Mascot)                                                 | Midnight Groove du Love Unlimited Orchestra                                                                                | 5:55  |
| 11. | Dis Iz Brick City (featuring Ready Roc – Produit par DJ Clark Kent)                                                   | You're the Joy of My Life de Millie Jackson                                                                                | 3:37  |
| 12. | Rite Now (Produit par Erick Sermon)                                                                                   | Right Now, Right Now d'Al Green                                                                                            | 4:21  |
| 13. | Blow Treez (featuring Ready Roc et Method Man – Produit par Watts)                                                    | Sun Is Shining de Bob Marley Lyrical Gangbang de Dr. Dre featuring The Lady of Rage, Kurupt et RBX                         | 3:35  |
| 14. | Pimp Nutz (Produit par Vitamin D)                                                                                     | | 4:16  |
| 15. | Mr. Ice Cream Man (skit) (Produit par Da Mascot)                                                                      | The Entertainer de Scott Joplin                                                                                            | 3:05  |
| 16. | Hold Dis Blaow! (Produit par Rockwilder)                                                                              | Things Done Changed de The Notorious B.I.G.                                                                                | 3:39  |
| 17. | Get 'em (featuring Saukrates et Icadon – Produit par Tha Chill)                                                       | | 3:24  |
| 18. | Merry Jane (featuring Snoop Dogg et Nate Dogg – Produit par Rockwilder)                                               | Mary Jane de Rick James Ain't No Fun (If the Homies Can't Have None) de Snoop Dogg featuring Nate Dogg, Kurupt et Warren G | 3:58  |
| 19. | Gilla House Check (Produit par Da Mascot)                                                                             | Snip Snap de Goblin Anything (Old Skool Version) de SWV featuring le Wu-Tang Clan                                          | 3:00  |
| 20. | No Mo' Soopaman Luva (Produit par Da Mascot)                                                                          | Bathtub de Snoop Dogg | 0:43  |
| 21. | Soopaman Luva 6 (Part I) (featuring E3, Hurricane G et Melanie Rutherford – Produit par Erick Sermon)                 | Give Me Your Love (Love Song) de Curtis Mayfield                                                                           | 3:09  |
| 22. | Soopaman Luva 6 1/2 (featuring Hurricane G et Melanie Rutherford – Produit par Omen)                                  | | 1:53  |
| 23. | Suicide (Produit par Adam Deitch et Chris Pinset)                                                                     | Top Billin' d'Audio Two Moshitup de Just-Ice featuring KRS-One                                                             | 3:29  |

| 24. | Fuck da Security (Produit par Adam D F) | 2:40 |

| 24. | Let's Go (Produit par Buckwild) | 3:50 |